# 稀树角毛藻
稀树角毛藻（学名：Chaetoceros pauciramosus）是角毛藻属的一种硅藻。呈四边形的细胞内含有4-6个色素体，硅质化的壳面呈椭圆形，有硅质辐射状肋纹延伸至壳套，肋纹之间散布孔纹。环带分布有平行排列的肋纹，其间散布小孔。窗孔呈六边形或花生形。角毛基部短且有并行融合现象，其上分布有4-6排纵向交替排列的细长形孔纹和小刺。链端壳面有一个中央唇形突。休眠孢子位于母细胞中央。初生壳面上有两个锥状突起, 顶生多个分叉, 分支末端呈尖刺状结构。次生壳面有驼峰状结构。